# 50 złotych polskich (1817–1819)
50 złotych polskich (1817–1819) – moneta pięćdziesięciozłotowa Królestwa Kongresowego okresu autonomii, zwana również podwójnym złotym królewskim, wprowadzona ukazem cara Aleksandra I z 1 grudnia 1815 r., bita w złocie w latach 1817–1819, według systemu monetarnego opartego na grzywnie kolońskiej. Moneta nie posiadała otoku i dlatego została zastąpiona pięćdziesięciozłotówką (1819–1823), z otokiem. Wycofano ją z obiegu 1 maja 1847 r.
Moneta została wybita bez otoku, podobnie jak wszystkie początkowe emisje Królestwa Polskiego okresu autonomii.

## Awers
Na tej stronie umieszczono prawe popiersie cara Aleksandra I, dookoła otokowo napis:

ALEXANDER I CESARZ SA.W.ROS.KRÓL POLSKI *

## Rewers
Na tej stronie umieszczono średni herb Królestwa Kongresowego, tzn. orła rosyjsko-polskiego – dwugłowy orzeł z trzema koronami, dużą pośrodku i dwiema małymi na głowach orła, w prawej łapie trzyma miecz i berło, w lewej jabłko królewskie, na piersi, na tle gronostajowego płaszcza, tarcza herbowa z polskim orłem. Po obu stronach dużej korony rok bicia „18 17", „18 18" lub „18 19". Na dole, po obu stronach ogona orła, znajduje się znak intendenta mennicy w Warszawie – I.B. (Jakuba Benika), dookoła otokowo napis:

50.ZŁOT• POLSKI• 26 Z GR•CZ•KOL•

## Opis
Monetę bito w mennicy w Warszawie, w złocie próby 916, na krążku o średnicy 24 mm, masie 9,8102 grama, z rantem skośnie ząbkowanym, bez otoku. Według sprawozdań mennicy w latach 1817–1819 w obieg wypuszczono 86 740 sztuk pięćdziesięciozłotówek. Dokładne określenie nakładu jest niemożliwe ponieważ w roku 1819 bito pięćdziesięciozłotówki dwóch typów:
- bez otoku, z rantem skośnie ząbkowanym oraz
- z otokiem, rant pionowo ząbkowanym,

a mennica w swoich sprawozdaniach raportowała jedynie liczbę wprowadzanych do obiegu monet konkretnego nominału, bez podawania typu.
Stopień rzadkości poszczególnych roczników przedstawiono w tabeli:
| Rocznik                  | Typ       | Stopień rzadkości | Szacowana liczba egzemplarzy | Uwagi                                                              | Zdjęcie |
| ------------------------ | --------- | ----------------- | ---------------------------- | ------------------------------------------------------------------ | ------- |
| 50 złotych polskich 1817 |           | R2                | 3001–15 000                  |                                                                    |         |
| 50 złotych polskich 1818 |           | R2                | 3001–15 000                  |                                                                    |         |
| 50 złotych polskich 1819 | bez otoku | R4                | 121–600                      | bito również monety z otokiem 50 złotych polskich (1819–1823) (R3) |         |

Moneta była bita w latach panowania Aleksandra I, więc w numizmatyce rosyjskiej zaliczana jest do kategorii monet tego cara.
50-złotówka była bita na starych automatach menniczych, które rozpoczęły swoją pracę jeszcze w czasach Rzeczypospolitej Obojga Narodów. Maszyny te nie pozwalały na emisję monet z wystającym powyżej rysunków awersu i rewersu obrzeżem (zwanym otokiem), mającym zmniejszać tempo ścierania się rysunków egzemplarzy uczestniczących w codziennym obrocie pieniężnym. W odpowiedzi na pismo Namiestnika Królestwa Polskiego z 9 kwietnia 1818 r. zawierające prośbę o wyrażenie zgody na:
- bicie monet z napisem „z miedzi krajowej” oraz
- srebrnych 10-złotówek, które nie były wymienione w akcie prawnym z 1 grudnia 1815 r.,

król-cesarz Aleksander I wyraził zgodę, warunkując ją koniecznością bicia ich przez Mennicę Królewską w Warszawie „w formie cylindrycznej, z wykonaniem obrzeża monet prostopadłego do płaszczyzny krążka”. W celu wypełnienia wymagania narzuconego przez administrację petersburską koniecznym było sprowadzenie ze stolicy Cesarstwa Rosyjskiego parowych maszyn menniczych, które postanowiono zainstalować w nowo budowanym gmachu mennicy. Pojawienie się w 1819 r. różnych nominałów z otokiem, w tym podwójnych złotych królewskich, wiązało się z uruchomieniem petersburskich automatów.
Mimo, że w aktach normatywnych nazwą monety był podwójny złoty królewski, na rewersie został wybity nominał: 50 złotych polskich. Monety nie stanowiły jednak równowartości 50 złotych polskich w srebrze. Były to w rzeczywistości dwie odrębne waluty złotowe:
- złoty polski w złocie oraz
- złoty polski w srebrze.